# 内嗅皮质
内嗅皮质（英語：entorhinal cortex）又称内嗅皮层，是位于颞叶内侧面的一处大脑皮质，包含海马旁回部分区域。内嗅皮质是海马体与新皮质之间的主要媒介。内嗅皮质具有一系列重要脑部功能，与记忆、空间定位、时间感知等能力紧密相关。

## 结构
内嗅皮质位于颞叶内侧面，包含布罗德曼系统第28、34分区。其前方有嗅脑沟隔开其它结构，外侧与鼻周皮层相邻，后部上方与后鼻皮层相邻。

## 功能
内嗅皮质与海马体之间联系紧密，二者组成的系统在记忆形成、记忆整合、记忆优化（睡眠期间）等过程中扮演重要角色。
内嗅皮质还与空间信息和导航相关。2005年，研究人员在老鼠大脑的内嗅皮质中发现了空间环境的神经地图以及相关的网格细胞。2014年的诺贝尔生理学或医学奖授予了相关研究人员爱德华·莫泽、迈-布里特·莫泽，以及发现了海马区位置细胞的约翰·奥基夫。

## 临床
内嗅皮质是在阿兹海默症（老年痴呆）最先影响的脑部区域之一。有研究进一步确定该区域为内嗅皮质后方。

## 图像

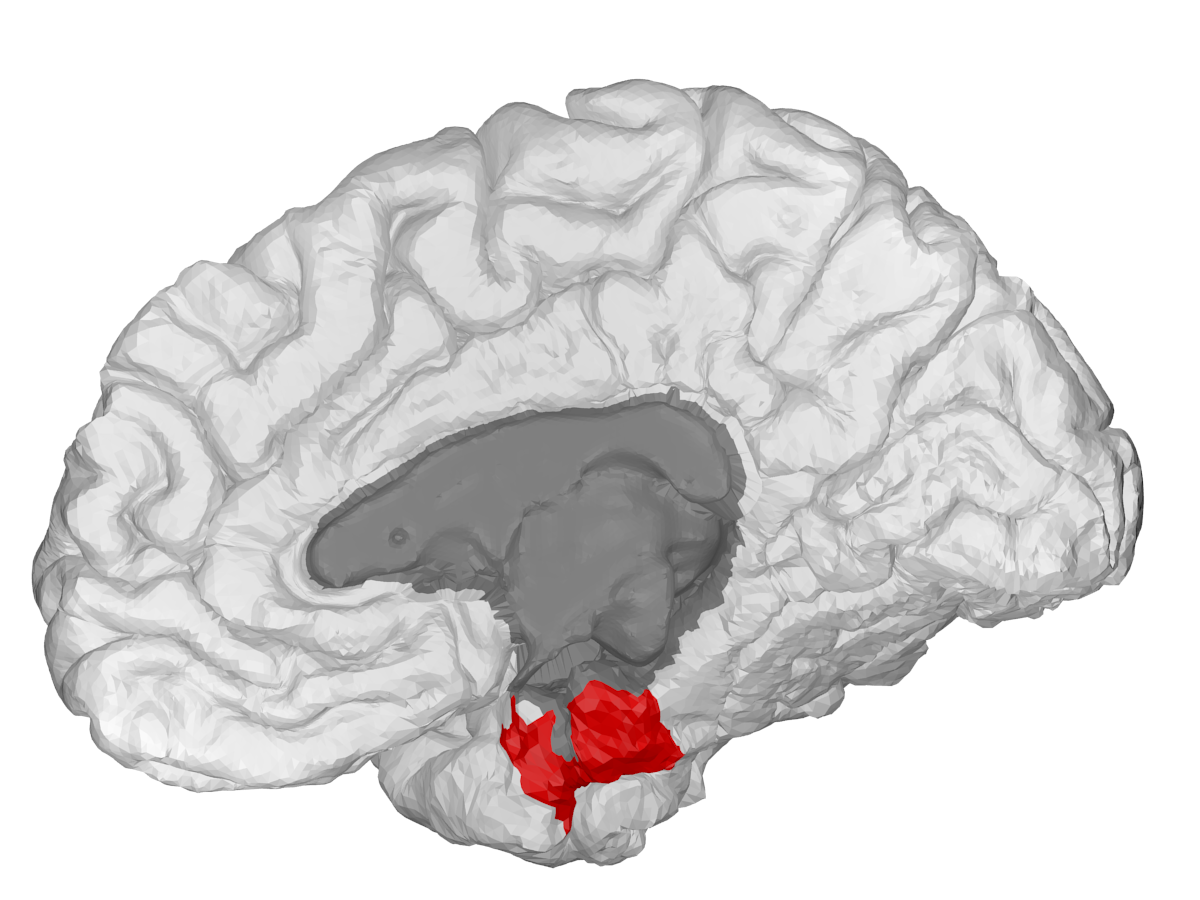
右侧大脑半球内侧面（内嗅皮质位于红色标记处）